# Falk F. Strascheg
Falk Friedl Strascheg (* 20. März 1940 in Graz) ist ein österreichischer Unternehmer und Wagniskapitalgeber.

## Biografie
Falk Strascheg brach ein Physik-Studium ab. In den 1960er Jahren zog er nach Deutschland. Zunächst sammelte er in Augsburg industrielle Erfahrung bei dem Registrierkassen- und Computerhersteller NCR. Dort war Strascheg als Abteilungsleiter für Qualitätskontrolle und Technologietransfer zwischen dem amerikanischen Mutterunternehmen und NCR Deutschland zuständig.

### Unternehmer
Nachdem er NCR verlassen hatte, gründete Strascheg 1971 in München Laser-Optronic. Dieses etablierte sich in den folgenden Jahren als Laserunternehmen mit Niederlassungen in Brüssel, Mailand und Paris. Zehn Jahre später verkaufte er das Unternehmen an den kalifornischen Laserhersteller Coherent.

### Wagniskapitalgeber
Straschegs Karriere als Wagniskapitalgeber begann 1984, als er in das Unternehmen Hybrid Elektronik aus Fürth investierte. So blieb er einige Jahre als Privatinvestor tätig, bis er 1987 Technologieholding gründete, eine Venture-Capital-Gesellschaft im deutschsprachigen Raum. Durch Technologieholding finanzierte er mehrere innovative Wachstumsunternehmen als Lead-Investor. Im Februar 2000 verkaufte Strascheg Technologieholding an die 3i Group plc.
Parallel war Strascheg 1997/98 Präsident der europäischen Branchenverbandes European Private Equity and Venture Capital Association (EVCA). In diesem Jahr gründete er ebenfalls die Extorel Private Equity Advisers GmbH. Auch diese verkaufte er 2003 an die VCM Venture Capital Management GmbH weiter. 1996 fand die Gründung der Extorel GmbH statt. Seitdem ist die Gesellschaft dafür verantwortlich, die Vermögenswerte der Familie Strascheg zu verwalten und anzulegen. Dabei liegt der Schwerpunkt im Bereich Private Equity.
Zudem hält Strascheg mehrere Bei- und Aufsichtsratsmandate, unter anderem bei der am 1. Oktober 2015 liquidierten Alphaform AG. Dort ist er seit 2006 ebenfalls stellvertretender Vorsitzender. Zudem ist er Vorsitzender des Kraillinger Laser-Sintering-Spezialisten EOS Holding AG. Auch bei dem norwegischen Polymerhersteller Microbeads AS und der PEH Wertpapier AG in Oberursel gehört Strascheg dem Aufsichtsrat an. In seiner Vita taucht ein Mandat bei der Brokat AG (bis Juli 2001) sowie bei dem Münchner Fachverlag GoingPublic Media (ab August 1999 bis Mai 2015) auf.
Seit 2010 ist Strascheg zusätzlich als Business Angel aktiv und unterstützt auf diese Weise junge Technologieunternehmen. So ist er u. a. anderem an den Unternehmen Altruja und Movingimage24 beteiligt.

### Wissenschaft
Strascheg fördert Fachrichtungen mit Unternehmensbezug an Hochschulen. So wurde am 29. April 2002 das „Strascheg Center for Entrepreneurship“ (SCE) an der Hochschule für angewandte Wissenschaften München eröffnet. Dieses wird seitdem durch die Falk F. Strascheg Stiftung gefördert.
2007 wurde das Strascheg Institute for Innovation and Entrepreneurship (SITE) an der EBS Universität in Wiesbaden und Oestrich-Winkel gegründet, welches 2021 in das Strascheg Center for Impact in Innovation & Entrepreneurship (SCIIE) umbenannt wurde. Auch dieses Center wird durch die Falk und Renate Strascheg Stiftung bei seiner praxisorientierten Forschung sowie im Bereich der Lehre und Weiterbildung unterstützt. Neben den Fachbereichen Entrepreneurship und Innovationsmanagement stehen auch Projektmanagement und (StartUp- und Innovations-)Controlling im Mittelpunkt der Fördermaßnahmen.
Zusätzlich zu der finanziellen Unterstützung beteiligt Falk Strascheg sich als Jurymitglied oder Gastredner am Hochschulgeschehen.

### Soziales Engagement
Die Renate und Falk Strascheg Stiftung engagiert sich auch im Bereich der sozialen Arbeit, dort vor allem auf dem Gebiet der Jugend- und Altenhilfe. Ein weiteres Stiftungsziel ist die Denkmalpflege sowie die Förderung von Kunst und Kulturwerten.

## Vermögen
Auf der Liste der 500 reichsten Deutschen wird Strascheg mit einem geschätzten Vermögen von etwa 300 Mio. EUR auf Platz 393 geführt.

## Publikationen
- Peter Russo, Ronald Gleich, Falk Strascheg (Hrsg.): Von der Idee zum Markt. Wie Sie unternehmerische Chancen erkennen und erfolgreich umsetzen. Vahlen, München 2008, ISBN 3-8006-3500-3

## Auszeichnungen
Für sein Engagement an der Hochschule München und seine wissenschaftlichen Verdienste erhielt Strascheg 2009 den Orden „Pro meritis scientiae et litterarum“ vom Wissenschaftsministerium in der Bayerischen Staatskanzlei. Am 12. März 2019 verlieh ihm die EBS Universität einen Ehrendoktorgrad (Dr. h. c.).